# 圣塞西尔当多尔日
圣塞西尔当多尔日（法語：Sainte-Cécile-d'Andorge，法語發音：[sɛ̃t sesil dɑ̃dɔʁʒ]）是法国加尔省的一个市镇，位于该省北部，属于阿莱斯区。

## 地理
圣塞西尔当多尔日（44°15'7"N, 3°58'34"E）面积19.09 平方千米，位于法国奧克西塔尼大區加尔省，该省份为法国南部沿海省份，南端濒地中海，北起顺时针与阿尔代什省、沃克吕兹省、罗讷河口省、埃罗省、阿韦龙省和洛泽尔省接壤。
与圣塞西尔当多尔日接壤的市镇（或旧市镇、城区）包括：尚博里戈、圣于连德潘、勒科莱德代兹、波特、拉韦纳雷德、拉格朗孔布、布拉努-莱塔亚德。

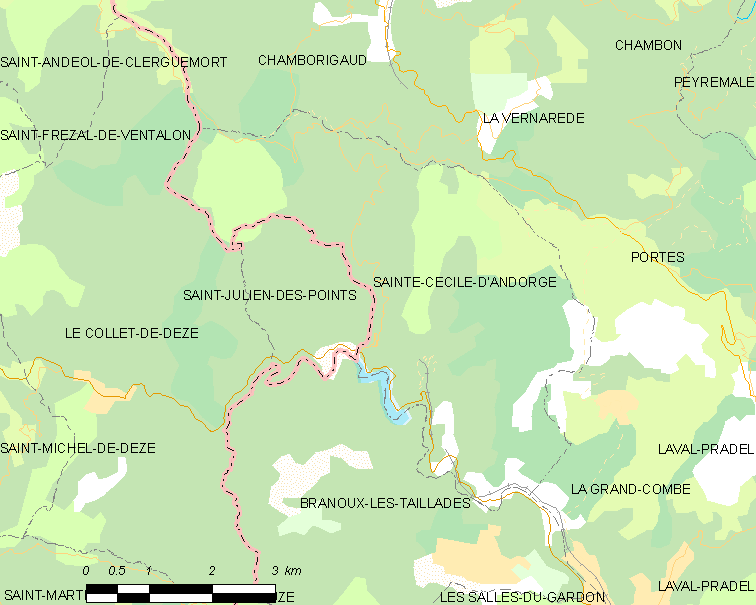
圣塞西尔当多尔日的OSM定位图

圣塞西尔当多尔日的时区为UTC+01:00、UTC+02:00（夏令时）。

## 行政
圣塞西尔当多尔日的邮政编码为30110，INSEE市镇编码为30239。

## 政治
圣塞西尔当多尔日所属的省级选区为拉格朗孔布县。

## 人口

1962-2008年间圣塞西尔当多尔日人口变化图示

圣塞西尔当多尔日于2022年1月1日时的人口数量为528人。